# Пфайфер, Хади
Хадвиг (Хади) Пфайфер (нем. Hadwig "Hady" Pfeifer; 22 сентября 1906, Инсбрук — 10 декабря 2002, Инсбрук), в девичестве Ланчнер (нем. Lantschner) — австрийская и немецкая горнолыжница, выступавшая за сборные Австрии и Германии по горнолыжному спорту в 1930-х годах. Серебряная и дважды бронзовая призёрка чемпионатов мира, участница зимних Олимпийских игр в Гармиш-Партенкирхене.

## Биография
Хади Ланчнер родилась 22 сентября 1906 года в Инсбруке, Тироль. Представительница знатной горнолыжной семьи, её сестра Инге, а также братья Отто, Густав и Герхард тоже добились больших успехов в горнолыжном спорте.
По окончании средней школы пошла учиться на медсестру. Получив образование, начала спортивную карьеру, присоединившись к инсбрукской ассоциации лыжников. Со временем стала хорошим универсалом, первую победу одержала в 1931 году, выиграв скоростной спуск на склоне в Санкт-Антоне.
Первого серьёзного успеха на международном уровне добилась в сезоне 1932 года, когда вошла в состав австрийской национальной сборной и побывала на чемпионате мира в Кортина-д’Ампеццо, откуда привезла две награды бронзового достоинства, выигранные в скоростном спуске и комбинации. Также была близка к призовым позициям в слаломе, став в итоге четвёртой. Спустя несколько недель добавила в послужной список победы на соревнованиях «Арльберг-Кандагар», где была лучшей в скоростном спуске, слаломе и комбинации.
В 1933 году победила во всех трёх дисциплинах на соревнованиях в Гармише. На домашнем мировом первенстве в Инсбруке попасть в число призёров не смогла, в скоростном спуске оказалась лишь шестой, тогда как в слаломе выбыла из борьбы за медали после первой попытки.
В 1934 году получила серебро в скоростном спуске и бронзу в комбинации на соревнованиях SDS в Гриндельвальде. В чемпионате мира в Санкт-Морице сборная Австрии не участвовала из-за начавшейся в стране гражданской войны.
В 1935 году вышла замуж за немецкого спортивного инструктора и с этого времени выступала за сборную Германии под фамилией мужа Пфайфер. Так, в этом сезоне представляла немецкую команду на мировом первенстве в Мюррене, где стала серебряной призёркой в скоростном спуске, уступив лидерство только титулованной немке Кристль Кранц. Помимо этого, показала восьмой результат в слаломе и пятый результат в комбинации.
Благодаря череде удачных выступлений удостоилась права защищать честь страны на зимних Олимпийских играх 1936 года в Гармиш-Партенкирхене — участвовала здесь в программе женской комбинации, расположившись в итоговом протоколе соревнований на пятой строке. Вскоре по окончании этой Олимпиады завершила спортивную карьеру.
Умерла 10 декабря 2002 года в Инсбруке в возрасте 96 лет.